# Dwingeloo 2
Dwingeloo 2 és una petita galàxia irregular a uns 10 milions d'anys llum de la Terra a la constel·lació de Cassiopea. S'hi troba prop del plànol de la Via Làctia i la seva observació es veu dificultada per la pols i els estels del plànol equatorial de la nostra galàxia. És galàxia satèl·lit de Dwingeloo 1, i ambdues pertanyen al Grup Maffei 1, grup de galàxies contigu al Grup Local.
Les galàxies Dwingeloo van ser descobertes en 1994 des del radiotelescopi homònim de 25 m situat als Països Baixos. Dwingeloo 2 va ser detectada en radiofreqüències per la línia d'emissió de 21 cm d'hidrogen neutre durant observacions dutes a terme després del descobriment de Dwingeloo 1.